# Pío Tamayo
Pour les articles homonymes, voir Tamayo.
Pío Tamayo est l'une des trois paroisses civiles de la municipalité d'Andrés Eloy Blanco dans l'État de Lara au Venezuela. Sa capitale est Sanare, chef-lieu de la municipalité.

## Géographie

### Démographie
Hormis sa capitale Sanare, chef-lieu de la municipalité, la paroisse civile comporte plusieurs localités, dont :
- El Bajío
- El Bajío Este (partagé avec Guarico)
- El Bajío Norte
- El Bajío Oeste
- Cerro Pelón
- La Gran Parada
- Miracuy
  - Miracuy Abajo
  - Miracuy Arriba
- Sabana Grande
- Sanare
- Tintinal
- Versales